# Piznopalî, Ripkî
Piznopalî (în ucraineană Пізнопали) este un sat în comuna Zaderiivka din raionul Ripkî, regiunea Cernihiv, Ucraina.

## Demografie
Componența lingvistică a localității Piznopalî
     Ucraineană (95%)
     Rusă (2,5%)
     Belarusă (2,5%)
Conform recensământului din 2001, majoritatea populației localității Piznopalî era vorbitoare de ucraineană (95%), existând în minoritate și vorbitori de rusă (2,5%) și belarusă (2,5%).